# Veintitrés (revista)
Veintitrés fue una revista semanal argentina. Con ese nombre decantó la publicación semanal que había nacido como XXI y pasó a llamarse Veintiuno y Veintidós. Fundada por Jorge Lanata, Jorge Repiso, Claudio Martínez, Adolfo Castelo y Marcelo Zlotogwiazda en julio de 1998. Sus posteriores directores fueron Guillermo Alfieri; Roberto Caballero y, luego, Jorge Cicuttín.
Su tirada fue del orden de los 50 mil ejemplares. También se publicó una edición mensual con el título Veintitrés Internacional.
En noviembre de 2014 fue adquirida por el Grupo Olmos. Su venta era menor de 10 000 ejemplares a fines del 2014 y dejó de editarse después de junio de 2017.

## Historia

### Debut
La revista fue fundada el 16 de julio de 1998 por el grupo de periodistas que provenían del programa televisivo Día D. Los iniciadores fueron Jorge Lanata, Jorge Repiso, Claudio Martínez, Adolfo Castelo, Marcelo Zlotogwiazda y Ernesto Tenembaum.
La publicación innovó en materia de presentaciones: Desde el inicio incluyó regalos sorpresa y tapas originales. El primer ejemplar contaba con una mirilla troquelada en el ángulo inferior, a través de la cual podía verse parte del sumario impreso detrás. Esa tapa se abría a la mitad, a lo alto, como si fuesen las hojas de una puerta. Incluía como regalo un sobre con tierra de Anillaco, el pueblo natal del por entonces presidente de Argentina Carlos Menem. Como prueba, la revista acompañaba fotos de la travesía en busca de la "tierra santa".
El ejemplar se agotó pero Lanata se negó a reeditarla porque -en razón de los costos- se dificultaba mucho imprimirla con la tapa de apertura en el centro y la mirilla troquelada.

### Tapas
Varias fueron sus tapas sorpresivas. La más destacada fue la que presentó la discusión por el Presupuesto Nacional enviado por el Poder Ejecutivo argentino para su discusión legislativa en el Congreso. Para referir al "agujero negro" por donde se pierden algunos recursos, la revista fue editada con un agujero -real- en su centro, de modo que podía verse y pasar una mano pequeña a través de él. El logro fue idea del Jefe de Arte, Daniel Sueco Álvarez y del periodista Jorge Lanata, quien había soñado hacer un diario redondo.[cita requerida]

### Nombres
Nacida como XXI, con el eslogan La revista del siglo que viene, era llamada por muchos como Siglo XXI, lo que llevó a cambiar su tipo por letras, para ser Veintiuno. El siguiente cambio se dio al año de editada, cuando entró en su segundo período anual, rebautizada por Lanata como Veintidós. Cambio análogo sufrió al pasar a llamarse Veintitrés, nombre que quedó como definitivo.

### Aniversario
Veintitrés celebró su década de existencia con una fiesta en la que fue invitada de honor la cantante folclórica argentina más importante del mundo, Mercedes Sosa. En la fiesta hablaron su fundador, Lanata, y su director, Roberto Caballero.

### Actualidad
En 2008, el escritor Jaime Bayly renunció después de que la revista publicara un editorial en el que tildaba de "gusanos" a los disidentes anticastristas que denuestan a Fidel Castro y la Revolución cubana.
Una situación de constante competencia se dio contra la Revista Noticias, que en muchas casos llega a contestarle desde la tapa, como el caso en que la publicación de Editorial Perfil confundió una foto con la del hijo de Néstor Kirchner, o el caso en que un numeroso grupo de artistas manifestó su molestia por una nota de la revista Noticias cuya réplica fue publicada en Veintitrés.
Algunas de sus notas generaron gran repercusión, como el proceso que llevó a la renuncia del presidente del Comité Olímpico Argentino.
Por su artículo de periodismo de investigación «Así soborna Macri a la prensa con plata de todos», en 2013, la empresa editora de Veintitrés (Grupo Tres S.A.) denunció ante la Justicia Federal un intento de soborno de colaboradores del dirigente Mauricio Macri, a través de gente de su partido en el Banco Ciudad. Durante dos meses de investigación fueron tentados por el encargado de prensa de Claudio Romero y la directora del Banco Gladys González, perteneciente a Compromiso para el Cambio. En su número 439 del 30 de noviembre, en una nota escrita por un equipo de investigación dirigido por Roberto Caballero documentan cómo intentaron sobornarlos para mostrar una buena imagen del dirigente porteño de PRO Horacio Rodríguez Larreta.

## Directores
Su primer director fue Jorge Lanata, desde julio de 1998, cuando vendió el 75% de sus acciones a un consorcio editor de revistas, Ernesto Tenembaum se hizo cargo de llevarla adelante por un corto tiempo. Luego asumió la Dirección el periodista Claudio Negrete, que venía de trabajar en Noticias en la sección Economía, y fue secundado por Guillermo Alfieri.
En 2008, cuando Lanata fundó el diario Crítica de la Argentina, Alfieri fue convocado al proyecto y propuso que como director quedara el entonces jefe de Redacción Roberto Caballero.[cita requerida] En mayo de 2010, Caballero se fue a dirigir el nuevo diario Tiempo Argentino. En su lugar quedó como director Jorge Cicuttín.

## Regalos
- La tierra de Anillaco: Tierra extraída del lugar natal del entonces presidente Carlos Saúl Menem.
- El Documento Nacional del Boludo: Impreso en un tamaño similar al Documento Nacional de Identidad argentino. En la sección de los sellos electorales, figuraban varios hechos y frases anecdóticas de la reciente historia nacional: "La casa está en orden", "el que apuesta al dólar pierde", "salariazo y revolución productiva", entre otras.
- La patente para autos alfanumérica SE VA 1999, en referencia al año en que Menem terminaría su mandato.
- El quitamanchas Lewinsky, en referencia al escándalo sexual que involucró a la becaria con el entonces presidente de Estados Unidos Bill Clinton.
- El portalápices anticorrupción.

## Grupo editorial
La revista formó parte del grupo presidido por Sergio Szpolski, llamado Grupo Veintitrés, que editó: 
- Veintitrés Internacional
- Revista Contraeditorial[10]
- Revista Newsweek Argentina
- Revista Siete Días
- Miradas al Sur, semanario
- El Argentino, diario gratuito
- Buenos Aires Económico, diario de la ciudad de La Plata
- Diagonales, diario de la ciudad de La Plata
- Diario Tiempo Argentino

En 2014 fue comprada por el Grupo Olmos e integrada al Grupo Crónica, junto al resto de los medios:
- Diario Crónica (Buenos Aires)
- BAE Negocios
- Diario Show
- Diario Crónica Mendoza
- Diario Crónica de la Costa
- Abrazo de Gol

## Personal
- Jorge Cicuttín, Director
- Adrián Murano, Jefe de Redacción

### Editores
- Raquel Roberti, de Salud
- Florencia Canale, de Personajes/Tendencias
- Andrea Recúpero, de Política
- Martín Mazzini, de Zona Roja
- Andrea Albertano, de Suplementos Especiales
- Carlos Stroker, de Deportes
- Graciela Moreno (negocios)

### Redactores
- Jorge Repiso, Jefe de Investigaciones
- Lucas Cremades
- Tomás Eliaschev
- Claudio Díaz, Corrección

### Cronistas
- Deborah Maniowicz
- Leandro Filozof

### Arte y diseño
- Lucas Maryañsky, Jefe de Arte
- Leticia Stivel, subjefa de Diseño
- Viviana Spilimberg, diseño
- Miguel Rep, dibujante

### Fotografía
- Brenda Fontán, Jefa
- Ezequiel Torres
- Horacio Paone (colaborador de NY Times)
- Pablo Stubrín
- Soledad Gryciuk, asistente
- Eduardo Silva, asistente

### Producción
- Alejo Benevet, jefe de Producción
- Mariana Battaglia, jefa de Retoque fotográfico

### Sistemas
- Andrés Carpintero, Sistemas

### Colaboradores
- Héctor Bernardo
- Alberto Moya

## Secciones
- Editorial
- Zona Roja (espectáculos y gastronomía)
- Economía
- Política
- Internacionales
- Sociedad
- Salud
- Negocios
- Deportes
- Información General
- Personajes
- Turismo
- Primera Fila
- Entregas del libro Argentinos, de Lanata
- Entregas de los fascículos 200 hombres de la historia, de Lanata - Alfieri
- Entregas de la revista Asterisco.